# Větrný mlýn v Těškovicích
Větrný mlýn v Těškovicích je zaniklý mlýn německého typu, který stál jihozápadně od centra obce Těškovice u č.p. 103. V letech 1958–1977 byl chráněn jako nemovitá kulturní památka České republiky. Původně stály v obci čtyři větrné mlýny; žádný z nich se nedochoval.

## Historie
Větrný mlýn, zobrazený na mapě stabilního katastru z roku 1836, stál původně na louce za domem čp. 168 v místech zvaných na „Horečce“ poblíž panského dvora. Po roce 1904 jej odkoupil František Řeháček z čp. 103, rozebral jej a znovu sestavil na poli za svým domem. Po skončení druhé světové války a po následném zastavení výroby mlýn postupně chátral; 5. září 1974 se jeho narušená konstrukce zřítila.

## Popis
Dřevěný mlýn byl osazen na dřevěném sloupu, který umožňoval otáčení celé konstrukce. Mlýnice byla pobita prkny a na straně křídel šindelem. Šindelem byla původně pokryta také sedlová střecha; později jej nahradil dehtový papír. Na vstupní straně v úrovni 1. patra se nacházela malá plošinka, ze které byl vstup k portálu.